# Parco di Caterina
Il parco di Caterina (in russo Екатерининский парк?, Ekaterininskij park) è una vasta area verde a sud del palazzo di Caterina, facente parte del complesso monumentale di Carskoe Selo nella città di Puškin, circa 25 chilometri a sud-est di San Pietroburgo, in Russia.

## Descrizione
Il parco del Palazzo di Caterina è suddiviso in due parti tra loro stilisticamente diverse: una si presenta in stile classico (vecchio giardino) mentre l'altra è in stile inglese (nuovo giardino). Il vecchio giardino (chiamato anche giardino olandese) si dice sia stato progettato originariamente dallo stesso Pietro I, ma venne ad ogni modo completamente riformato dai maestri giardinieri Jan Roosen e Johann Vocht negli anni '20 del Settecento con una disposizione su tre terrazze proprio di fronte al palazzo. Nella medesima epoca venne creato anche lo specchio d'acqua presente nella terza terrazza, chiamato Vangaza, seguito poi dal Grande Stagno e dallo Stagno del Mulino (poi incorporato in un sistema di cascate dello Stagno Basso).
A metà del XVIII secolo, coi restauri di Bartolomeo Rastrelli, il giardino venne ingrandito e completamente rimodellato e ridecorato con la costruzione dell'Hermitage e della Grotta, oltre ad una collina artificiale. Nel Grande Stagno venne costruita la Lusthaus (padiglione dei divertimenti) su un'isola artificiale a cui venne data forma esagonale. Negli anni '70 del medesimo secolo, inoltre, Vasilij Neelov e suo figlio Il'ja costruirono il giardino del complesso dell'Ammiragliato olandese. Il canale che si estende longitudinalmente nel mezzo del giardino (Cascata) incorpora dodici vasche in tutto.
Nel contempo venne creato anche il giardino all'inglese nell'area a sud del palazzo attorno al Grande Stagno. Il lavoro iniziò sotto la supervisione di Vasilij Neelov e venne completato dal maestro giardiniere inglese John Bush. Oggi parte del giardino nuovo, il Grande Stagno venne rimodellato e convertito in un lago; le linee rettangolari dello Stagno Basso vennero ammorbidite. Sulla terza terrazza venne creato lo Stagno della Mezzaluna, che qui rimase sino alla ricostruzione di questa parte del parco negli anni '60 del Novecento. All'epoca di massimo splendore del palazzo, gli specchi d'acqua occupavano un quinto dell'intero terreno del parco ed uno dei suoi elementi più significativi, arricchito recentemente dalla presenza di un gran numero di cascatelle realizzate sfruttando alture naturali ed artificiali.
Caterina II volle decorare il giardino con una serie di monumenti che commemorassero i momenti storici della storia della Russia e per questo, ad esempio, realizzò un monumento per la vittoria dei russi sui turchi nella guerra tra gli anni '70 e '80 del Settecento, oltre alle colonne di Morea e Crimea, l'Obelisco di Kagul, il Chiosco Turco e la Cascata Turca (detta anche Cascata Rossa).
Il gusto dell'imperatrice si dimostrò anche nel padiglione delle Terme Fredde con la Sala d'Agata, la Galleria Gameron, la Sala dei Concerti e altre strutture classiche.
All'inizio del XIX secolo, nuovi monumenti vennero apportati come la porta "ai miei camerati" dedicata alla vittoria su Napoleone e la costruzione del padiglione del Bagno Turco. Nel 1865, infine, venne realizzata una fontana di marmo e un pergolato di stile italiano.